# Święty Wit

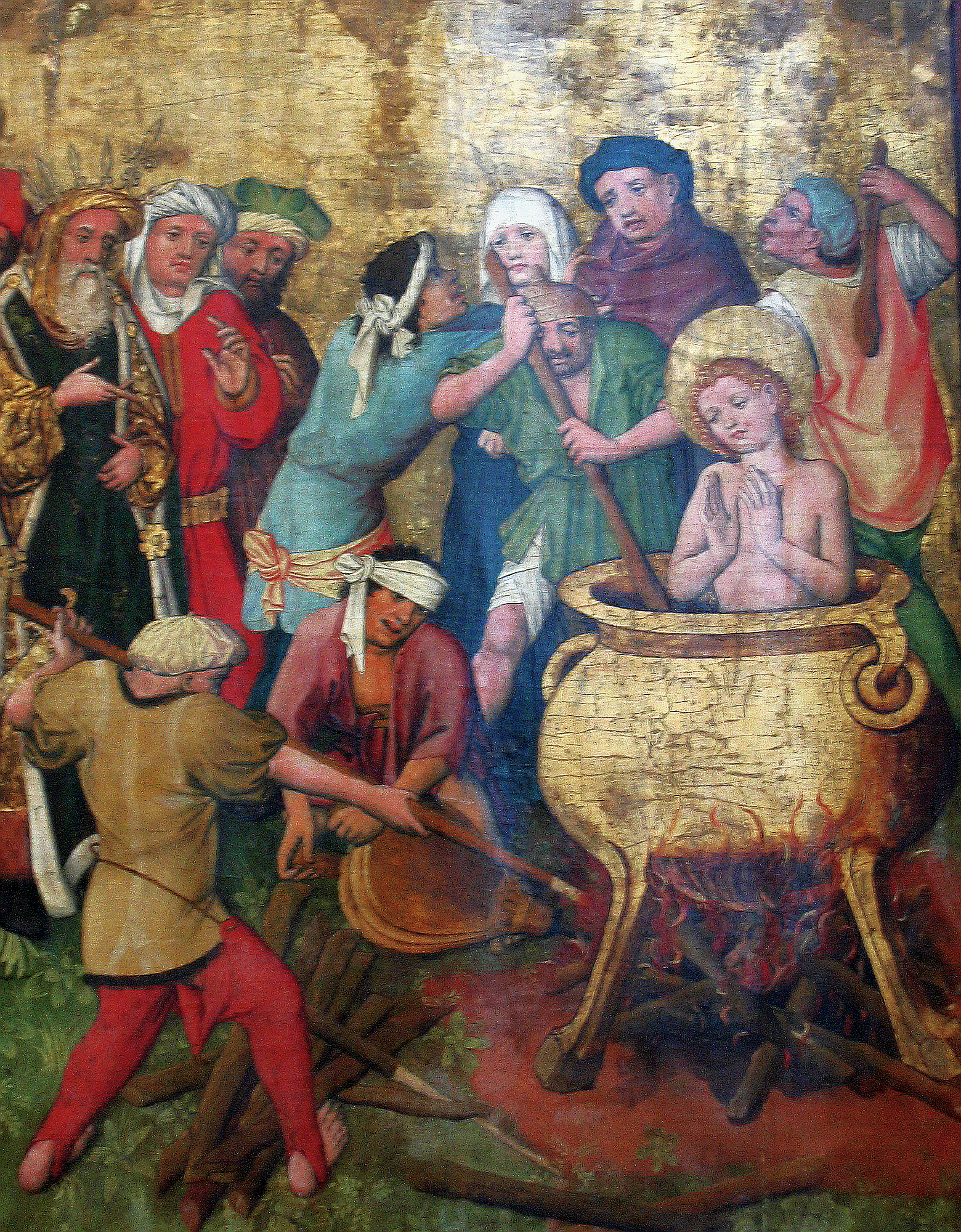
Męczeństwo św. Wita, południowe Niemcy ok. 1450, Muzeum Narodowe w Warszawie.

Święty Wit (łac. Vitus; ur. pod koniec III wieku w Mazzara na Sycylii, zm. ok. 304) – męczennik chrześcijański oraz święty Kościoła katolickiego i prawosławnego, zaliczany do Czternastu Świętych Wspomożycieli.

## Życiorys
Wit był synem pogańskiego Sycylijczyka Gelasa, który piastował godność senatora miasta Mazzara (Mazara del Vallo), ale Wit wychowany został w duchu chrześcijańskim przez jego piastunkę Krescencję i jej męża Modesta. Gdy Wit miał siedem lat (według niektórych podań dwanaście), jego ojciec dowiedział się o wierze syna i usiłował go od niej odwieść schlebianiem i pogróżkami, a gdy to nie odniosło skutku, postawił go przed namiestnikiem. Chłopiec, mimo użycia tortur, nie porzucił Chrystusa i ostatecznie został przekazany cesarzowi Dioklecjanowi. Ten według podań rzucił go na pożarcie lwom, ale Wit uczynił przed zwierzętami znak krzyża, a te położyły się uległe przed nim.
Święty Wit został ugotowany w kotle z wrzącym olejem, a następnie rzucony dzikim zwierzętom.

## Patronat
Wit jest patronem aktorów, aptekarzy, epileptyków, tancerzy, histeryków, górników, taksówkarzy, karczmarzy, zwierząt. Jest patronem Czech i Saksonii, a także wielu miast, szczególnie w Austrii i Bawarii.
Czczenie Świętego Wita jest także bardzo ważne dla Serbów, którzy obchodzą Dzień Świętego Wita (Vidovdan).

## Dzień obchodów
Wspomnienie liturgiczne w Kościele katolickim obchodzone jest 15 czerwca.
Cerkiew prawosławna wspomina męczennika Wita dwukrotnie:
- 16/29 maja[3], tj. 29 maja według kalendarza gregoriańskiego
- 15/28 czerwca, tj. 28 czerwca według kalendarza gregoriańskiego (Vidovdan w Serbskim Kościele prawosławnym).

## Ikonografia
Święty przedstawiany jest jako chłopiec w bogatym stroju, z liściem palmowym w ręce na znak jego męczeństwa, często też z lwem.